# Madre (álbum)
Madre é o quinto álbum de estúdio da cantora e compositora argentina Daniela Herrero. Foi lançado no dia 14 de maio de 2012 pelo selo "La Agência Records" e produzido por Alejandro Vázquez. Contém 10 canções de sua autoria, nas quais refletem os sentimentos mais puros de Daniela por sua mãe, e a dor de quando seu avô faleceu. Durante seus shows em Luna Park e La Trastienda, Daniela cantou a canção "Hacerte Bién", primeiro single do álbum. A canção 11, é uma regravação da canção "Juntos A La Par", em homanagem ao Pappo.

## Faixas
| Edição padrão  |                      |                 |         |  |
| N.º            | Título               | Compositor(es)  | Duração |  |
| 1.             | "Estar Así"          | Daniela Herrero | 3:33    |  |
| 2.             | "Todo"               | Daniela Herrero | 3:09    |  |
| 3.             | "Hacerte Bién"       | Daniela Herrero | 3:13    |  |
| 4.             | "Esconderme de Mi"   | Daniela Herrero | 3:13    |  |
| 5.             | "Como Va Mi Corazón" | Daniela Herrero | 3:15    |  |
| 6.             | "Hay Escrito Algo"   | Daniela Herrero | 3:15    |  |
| 7.             | "Las Horas"          | Daniela Herrero | 4:10    |  |
| 8.             | "Con Vos"            | Daniela Herrero | 4:18    |  |
| 9.             | "No Vá Más"          | Daniela Herrero | 3:17    |  |
| 10.            | "De Cara"            | Daniela Herrero | 3:36    |  |
| 11.            | "Juntos A La Par"    | Pappo           | 4:11    |  |
| Duração total: | Duração total:       | Duração total:  | 40:01   |  |

### Videoclipe
- Hacierte Bién: O clipe da canção foi lançado no dia 26 de agosto de 2012, no canal oficial da cantora no YouTube. Obteve 200 mil views. O vídeo foi dirigido por Agustin Rolandelli.